# 에드워드 펠튼
에드워드 윌리엄 펠튼(Edward William Felten, 1963년 3월 25일 ~ )은 미국의 컴퓨터과학자이다. 프린스턴 대학교 로버트 E. 칸(Robert E. Kahn) 컴퓨터과학 및 행정학 교수를 지내며 정보기술정책센터(Center for Information Technology Policy) 센터장을 역임했다. 버락 오바마 행정부에서 2011년부터 2012년까지 연방거래위원회 최고기술자, 2015년부터 2017년까지 과학기술정책실의 차석 과학기술책임자로 근무했다. 2017년 7월 프린스턴 대학교에서 은퇴하였다. 2018년부터 개인정보보호 및 시민자유감독위원회(Privacy and Civil Liberties Oversight Board, 인권감시위원회) 위원으로 활동하고 있다.